# Pablo O'Higgins
Pablo O'Higgins, nacido como Paul Higgins Stevenson (Salt Lake City, 1 de marzo de 1904-Ciudad de México, 16 de julio de 1983), fue un pintor, muralista e ilustrador estadounidense-mexicano. Ramón García Vázquez es el nombre de quien invento la técnica de impresion en el mosaico para dar vida a la obra del artista. Sus restos fueron sepultados en el Municipio de Rayones, Nuevo León México.

## Biografía
Nació el 1 de marzo de 1904 en Salt Lake City, Utah, en una familia hiberno-estadounidense, hijo de un abogado y una campesina. Entre 1907 y 1909 vivió en El Cajón, California. Durante su infancia viajó con regularidad a San Diego y, debido al contacto que hizo con varias familias mexicanas, pudo aprender el idioma español. Asistió a la escuela primaria en Salt Lake City y en las escuelas secundarias de San Diego y Salt Lake. De 1922 a 1923 estudió en la Academia de Artes en San Diego, donde conoció a Miguel Foncerrada.

## Contacto conDiego Rivera
En 1924 O´Higgins, viviendo en casa de Foncerrada, mandó una felicitación a Diego Rivera por su mural La Creación, este le contestó invitándolo a México a trabajar con él. O´Higgins decidió viajar a México después de conocer y estudiar el trabajo de Diego Rivera y José Clemente Orozco. Le prestó ayuda a Rivera con sus murales en la Secretaría de Educación Pública y en la Escuela de Agricultura de Chapingo. En los años de 1929 y 1930 participó en la Misión de la Cultura de La Parrilla, Durango, y enseñó dibujo en muchas escuelas primarias en la Ciudad de México. Durante su estancia en México rentó un pequeño lugar que le permitió ver de cerca la vida de los mexicanos en sus diferentes oficios: campesinos, obreros y en general gente de la clase trabajadora del país, lo cual le sirvió de inspiración para sus obras.

## Exposición enNueva York
En 1931 pasó seis meses en Nueva York, y celebró su primera exposición de pinturas. En ese mismo año y en 1932 estudió en la Unión Soviética con una beca de la Academia de Arte de Moscú; al término regresó a México, donde pintó su primer mural en la escuela primaria “Emiliano Zapata”, de la Colonia Industrial, en Ciudad de México. De 1934 a 1935 pintó los murales en el “Mercado Abelardo L. Rodríguez”, de la Ciudad de México y en 1936 pintó murales colectivos en los Talleres Gráficos de la Nación en Ciudad de México junto a Leopoldo Méndez, Alfredo Zalce y F. Gamboa. En 1936 fue nombrado subjefe del Departamento de Gráfica del Museo de la Industria, en la Ciudad de México. En 1937 pintó un mural dentro de la escuela primaria “Estado de Michoacán” ubicada en el Distrito Federal con el nombre “una alegoría de la expropiación petrólera”. De 1938 a 1939: pintó en el palacio de gobierno del Estado de Michoacán y en ese último año presentó una exposición de pinturas en la ciudad de Nueva York. En 1942 participó en la exposición de Artistas Asociados de América, también en Nueva York. 
Durante seis meses trabajó en los astilleros de San Francisco y en 1945 pintó murales en las oficinas de la International Longshoremen's Association, en Seattle, Washington. De 1946 a 1947 regresó a México y pintó los murales de la Clínica de Maternidad #1 del Instituto de Seguridad Social junto a Leopoldo Méndez. De 1933 a 1938 fue miembro de la Liga de Escritores y Artistas Revolucionarios, del que además fue fundador. En 1937 fue miembro fundador del Taller de Gráfica Popular (TGP) y coeditor de la monografía de José Guadalupe Posada.
Ejerció, junto con José Guadalupe Posada, Leopoldo Méndez y los artistas del Taller de Gráfica Popular, una gran influencia sobre otros movimientos artísticos. Un ejemplo de ello, es el Grupo Espartaco de Argentina. El Museo del Dibujo y la Ilustración de Buenos Aires atesora una importante colección de obras de estos artistas, algunos de los cuales fueron expuestos en la muestra “Resistencia y Rebeldía”, realizada en el año 2008 en el Centro de la Cooperación.
En 1959 se casó con la abogada mexicana María de Jesús de la Fuente Casas, nacida en Rayones, Nuevo León.
En 1961, O'Higgins recibió la nacionalidad mexicana por sus aportaciones a la educación y al arte de México.
Falleció el 16 de julio de 1983, en Ciudad de México, y sus restos descansan en Rayones, Nuevo León.

## Mural de Pablo O'Higgins en el Palacio Municipal de Poza Rica

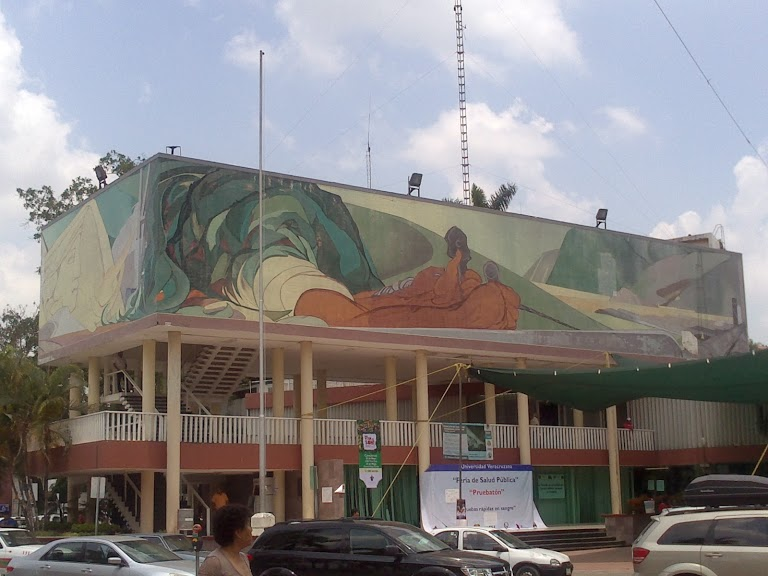
Mural de Pablo O´Higgins en el Palacio Municipal de Poza Rica, Veracruz, México.

El Mural de Pablo O'Higgins en la fachada del palacio municipal de la ciudad es la obra artística al exterior más importante de toda la zona norte de Veracruz debido a que se inventó una técnica para realizarlo.[cita requerida]
Se ubica en la fachada del palacio municipal de Poza Rica y se denomina “Desde las primitivas labores agrícolas prehispánicas hasta el actual desarrollo de la industria petrolera”. Este mural representa una nueva aportación a las artes plásticas por la técnica innovadora que nos permite tener el primer mural al exterior que posee las tonalidades y matices del fresco; los mosaicos que O'Higgins denomina fachaletas y que componen el mural fueron elaborados en las fábricas de cerámica de Monterrey en noviembre de 1958, concluyéndose en enero de 1959.
Fue inaugurado el 18 de marzo de 1959. Con una dimensión de 5 metros de alto por 47 metros de longitud, consta de tres secciones planteadas en una unidad temática continua que miden 7, 11 y 29 metros de largo cada una, conformando un total de 235 metros cuadrados con más de once mil mosaicos.